# Temporada 1951-52 de los Philadelphia Warriors
La Temporada 1951-52 fue la sexta de los Philadelphia Warriors en la NBA. La temporada regular acabó con 33 victorias y 33 derrotas, ocupando el cuarto puesto de la División Este, clasificándose para los playoffs en los que cayeron en la primera ronda ante Syracuse Nationals.

## Elecciones en elDraft
| Ronda | Puesto | Jugador        | Posición   | Nacionalidad   | Universidad     |
| ----- | ------ | -------------- | ---------- | -------------- | --------------- |
| 1     | 9      | Don Sunderlage | Base       | Estados Unidos | Illinois        |
| 2     | 18     | Mel Payton     | Base/Alero | Estados Unidos | Tulane          |
| 5     | 48     | Mike Kearns    | Base       | Estados Unidos | Princeton       |
| 7     | 68     | George Dempsey | Base       | Estados Unidos | King's College* |
| 8     | 77     | James Phelan   | Base       | Estados Unidos | La Salle        |

## Temporada regular
| División Este           | División Este | División Este | División Este | División Este | División Este | División Este | División Este | División Este |
| Equipo                  | G             | P             | %             | PD            | Casa          | Fuera         | Neutral       | Div           |
| ----------------------- | ------------- | ------------- | ------------- | ------------- | ------------- | ------------- | ------------- | ------------- |
| x-Syracuse Nationals    | 40            | 26            | .606          | -             | 26-7          | 12-18         | 2-1           | 21-15         |
| x-Boston Celtics        | 39            | 27            | .591          | 1             | 22-7          | 10-19         | 7-1           | 22-14         |
| x-New York Knicks       | 37            | 29            | .561          | 3             | 21-4          | 12-22         | 4-3           | 23-13         |
| x-Philadelphia Warriors | 33            | 33            | .500          | 7             | 24-7          | 6–25          | 3-1           | 14-22         |
| Baltimore Bullets       | 20            | 46            | .303          | 20            | 17-15         | 2–22          | 1-9           | 10-26         |

## Playoffs

### Semifinales de División
Syracuse Nationals - Philadelphia Warriors
| Fecha       | Partido                                          | Ciudad     |
| ----------- | ------------------------------------------------ | ---------- |
| 20 de marzo | Syracuse Nationals 102, Philadelphia Warriors 83 | Syracuse   |
| 22 de marzo | Philadelphia Warriors 100, Syracuse Nationals 95 | Filadelfia |
| 23 de marzo | Syracuse Nationals 84, Philadelphia Warriors 73  | Syracuse   |
|             | Syracuse gana las series 2-1                     |            |

## Estadísticas
| Rk | Jugador        | Edad | P  | PT | MP   | TC  | TCI  | %TC  | 3P | 3PI | %3P | TL  | TLI  | %TL   | RO | RD | RT   | AS  | RB | TAP | BP | FP  | PTS  |
| 1  | Paul Arizin    | 23   | 66 |    | 44.5 | 8.3 | 18.5 | .448 |    |     |     | 8.8 | 10.7 | .818  |    |    | 11.3 | 2.6 |    |     |    | 3.8 | 25.4 |
| 2  | Joe Fulks      | 30   | 61 |    | 31.2 | 5.5 | 17.7 | .312 |    |     |     | 4.1 | 5.0  | .825  |    |    | 6.0  | 2.0 |    |     |    | 4.2 | 15.1 |
| 3  | Andy Phillip   | 29   | 66 |    | 44.4 | 4.2 | 11.5 | .366 |    |     |     | 3.5 | 4.7  | .753  |    |    | 6.6  | 8.2 |    |     |    | 3.3 | 12.0 |
| 4  | George Senesky | 29   | 57 |    | 33.8 | 2.9 | 8.0  | .361 |    |     |     | 2.6 | 3.4  | .753  |    |    | 4.1  | 4.9 |    |     |    | 2.2 | 8.3  |
| 5  | Ed Mikan       | 26   | 66 |    | 27.0 | 3.1 | 8.7  | .354 |    |     |     | 1.8 | 2.2  | .784  |    |    | 7.5  | 1.3 |    |     |    | 3.8 | 7.9  |
| 6  | Neil Johnston  | 22   | 64 |    | 15.5 | 2.2 | 4.7  | .472 |    |     |     | 1.6 | 2.4  | .662  |    |    | 5.3  | 0.6 |    |     |    | 2.4 | 6.0  |
| 7  | Vern Gardner   | 26   | 27 |    | 18.8 | 2.7 | 7.2  | .371 |    |     |     | 0.6 | 0.9  | .652  |    |    | 4.1  | 1.4 |    |     |    | 2.2 | 5.9  |
| 8  | Nelson Bobb    | 27   | 62 |    | 19.2 | 1.8 | 4.9  | .359 |    |     |     | 1.6 | 2.7  | .593  |    |    | 2.4  | 2.7 |    |     |    | 2.9 | 5.1  |
| 9  | Walt Budko     | 26   | 63 |    | 17.9 | 1.5 | 3.8  | .404 |    |     |     | 1.0 | 1.4  | .674  |    |    | 3.7  | 1.4 |    |     |    | 3.1 | 4.0  |
| 10 | Stan Brown     | 22   | 15 |    | 9.4  | 1.5 | 4.2  | .349 |    |     |     | 0.7 | 1.2  | .556  |    |    | 1.1  | 0.6 |    |     |    | 2.1 | 3.6  |
| 11 | Mel Payton     | 25   | 45 |    | 10.5 | 1.2 | 3.1  | .386 |    |     |     | 0.5 | 0.6  | .750  |    |    | 1.8  | 1.0 |    |     |    | 1.5 | 2.9  |
| 12 | Ed Dahler      | 26   | 14 |    | 8.0  | 1.0 | 2.7  | .368 |    |     |     | 0.5 | 0.5  | 1.000 |    |    | 1.6  | 0.4 |    |     |    | 1.1 | 2.5  |

## Galardones y récords
| Jugador      | Galardón                                           |
| Paul Arizin  | Mejor quinteto de la NBA Mejor anotador de la liga |
| Andy Phillip | 2º Mejor quinteto de la NBA                        |